# On the Wings of Inferno
On the Wings of Inferno è un album discografico del gruppo musicale olandese Asphyx. È stato pubblicato nel 2000 dalla Century Media Records.

## Tracce
1. Summoning the Storm – 5:18
2. The Scent of Obscurity – 2:56
3. For They Ascend... – 2:50
4. On the Wings of Inferno – 4:26
5. 06/06/2006 – 2:26
6. Waves of Fire – 2:05
7. Indulge in Frenzy – 2:56
8. Chaos in the Flesh – 3:12
9. Marching Towards the Styx – 3:02

Durata totale: 29:11

## Formazione
- Wannes Gubbels - voce, basso
- Eric Daniels - chitarra
- Bob Bagchus - batteria